# قانون جهانی خشونت علیه زنان
قانون جهانی خشونت علیه زنان (انگلیسی: International Violence Against Women Act) یا به اختصار «I-VAWA»، یک قانون پیشنهادی تصویب‌شده دربارهٔ خشونت علیه زنان از طریق سیاست‌های خارجی ایالات متحده آمریکا است. این قانون در یکصد و چهاردهمین کنگره ایالات متحده آمریکا در مارس ۲۰۱۵ ارائه شد. پیش‌تر قوانین مشابهی در دوره‌های قبلی کنگره مطرح شده بود که به تصویب نرسیدند.

## پیشینه
بر اساس تخمین «صندوق توسعه زنان سازمان ملل»، دست‌کم ۱ زن از هر ۳ زن در سرتاسر جهان در معرض سوءاستفاده جنسی، جسمی یا گونه‌ای از سوءاستفاده در طی زندگی‌شان هستند. خشونت علیه زنان نه‌تنها جلوی تربیت کودکان سالم توسط مادران را می‌گیرد، بلکه بر روی ثبات و پیشرفت اقتصادی کشورهایی که در آن زندگی می‌کنند، تأثیر منفی می‌گذارد.

## قانون جهانی خشونت علیه زنان ۲۰۱۵
قانون جهانی خشونت علیه زنان ۲۰۱۵ (S. 713، H.R. 1340) با هدف گنجاندن قانونی در سیاست‌های خارجی ایالات متحده آمریکا ارائه شد تا ضمن ارائه بهترین راه‌کارها برای جلوگیری از خشونت، از قربانیان محافظت کند و مرتکبین را تحت تعقیب قرار دهد.
این قانون، نتیجهٔ تلاش سازمان‌های زیر بود:
- عفو بین‌الملل ایالات متحده آمریکا
- صندوق توسعه زنان سازمان ملل
- بالندگی زنان در سراسر جهان

متخصصانی در حوزه‌های مرتبط از ۴۰ کشور جهان و ۱۵۰ کارگروه در آمریکا، نظرها و پیشنهادهای خود را برای این قانون ارائه نمودند.
لایحهٔ «اچ‌آر ۱۳۴۰» مجلس نمایندگان ایالات متحده آمریکا سرانجام توسط جان شاکوسکی از حوزه انتخابیه نهم ایلینوی در صحن علنی یکصد و چهاردهمین کنگره ایالات متحده آمریکا مطرح شد. باربارا باکسر از کالیفرنیا نیز لایحهٔ «اس. ۷۱۳» را در مجلس سنای ایالات متحده آمریکا ارائه کرد.